# Контактна міцність гірської породи
Контактна міцність гірської породи – здатність приповерхневого шару породи чинити опір руйнуванню.
За величиною контактної міцності всі гірські породи поділяють на 12 класів: 
- І клас складають слабкі породи з контактною міцністю менше 300 МПа.

- ХІІ клас складають міцні породи з межею міцності понад 5650 МПа[1].